# لامار توماس
لامار توماس (بالإنجليزية: Lamar Thomas)‏ هو لاعب كرة قدم أمريكية أمريكي، ولد في 12 فبراير 1970 في أوكالا في الولايات المتحدة.